# Daniel Bichlmann
Daniel Bichlmann (Traunstein, 18 augustus 1988) is een Duits voormalig wielrenner die in 2022 reed voor Maloja Pushbikers.

## Overwinningen
2014
5e etappe Ronde van Kameroen
2021
5e etappe Ronde van Burkina Faso
Eindklassement Ronde van Burkina Faso

## Ploegen
- 2014 –  Bike Aid-Ride for Help
- 2015 –  Bike Aid
- 2016 –  Stradalli-Bike Aid
- 2017 –  Bike Aid
- 2018 –  Bike Aid
- 2019 –  Bike Aid
- 2020 –  Bike Aid
- 2021 –  Maloja Pushbikers
- 2022 –  Maloja Pushbikers

Akanga · Bichlmann · Craven · Debesay · Dörle · Fritz · Hantzsch · Hümbert · Keunecke · Lechner · Mayer · Meron · Pria · Schäfer · Schnapka · Stockhausen · Wills · Wolf · Carstensen (stagiair) · Exner (stagiair)
Amanuel · Beck · Bichlmann · Garcia · Hadi · Holler · Laizer · Lechner · Mengis · Merseburg · Nsengimana · Schäfer · Schnapka · Teshome
Beck · Bichlmann · van Engelen · Habtom · Holler · Kangangi · Kipkemboi · Langat · Lechner · Mengis · Rugg · Schäfer · Schnapka · Teshome · Thömel · Kagimu (stagiair) · Kiplagat (stagiair)
Abraham · Bichlmann · Carstensen · van Engelen · Holler · Kagimu · Kangangi · Kipkemboi · Langat · Lechner · Schäfer · Schnapka · Teshome · Thömel
Benz-Kuch · Bertazzo · Bichlmann · Davis · Evans · Finetto · Fortin · Klotz · Kopper · Meo · Reißig · Rudys · von Stetten · Weber · Wollenberg